# خاطرات رهایی من
خاطرات رهایی من (کره‌ای: 나의 해방일지; لاتین‌نویسی اصلاح‌شده: Naui Haebangilji) یک مجموعهٔ تلویزیونی کره جنوبی با بازی لی مین کی، کیم جی وون، سون سوک-کو و لی ال است. این مجموعه از ۹ آوریل تا ۲۹ مه ۲۰۲۲، روزهای شنبه و یکشنبه ساعت ۲۲:۳۰ (کی‌اس‌تی) از جی‌تی‌بی‌سی برای ۱۶ قسمت پخش شد. همچنین برای استریم در نتفلیکس در مناطق منتخب در دسترس است.

## بازیگران

### اصلی
- لی مین کی در نقش یوم چانگ هی[۱]

دومین فرزند از سه خواهر و برادر.
- کیم جی وون در نقش یوم می جونگ[۱]

کوچکترین دختر از سه خواهر و برادر.
- سون سوک-کو در نقش آقای گو (گو جا گیونگ)[۱]

غریبه‌ای که در کارخانهٔ سینک خانوادهٔ یوم کار می‌کند و از هویت واقعی او اطلاعی ندارند.
- لی ال در نقش یوم کی جونگ[۷]

بزرگترین دختر از سه خواهر و برادر.